# المؤسسة العربية للديمقراطية
المؤسسة العربية للديمقراطية هي منظمة مدنية عربية دولية مستقلة للدعوة للديمقراطية كثقافة، وطريقة حياة وكنظام أمثل للحكم الصالح. نشأت المؤسسة في 27 مايو 2007 بمبادرة من دعاة الديمقراطية العرب وبمباركة من دولة قطر التي رحبت بأن تكون عاصمتها الدوحة مقرا للمؤسسة حيث أعلنت الشيخة موزة بنت ناصر المسند عن تأسيس المؤسسة العربية للديمقراطية، وترأست مجلس أمنائها.

## أهداف المؤسسة ومواردها
تهدف المؤسسة إلى المساهمة في دعم وتطوير الديمقراطية في المنطقة العربية من خلال دعم الهيئات والنشطاء العاملين في هذا المجال ماديا ومعنويا، وتفعيل واستحداث كل القنوات السلمية الممكنة، وتعبئة كل الموارد البشرية والمالية المتاحة محليا وإقليميا ودوليا.كما تعمل المؤسسة على إقرار وسائل من شأنها نشر وتعميق وعي المواطن بحقوقه المشروعة وتمسكه بها.وتتخذ المؤسسة لتحقيق أهدافها جميع الوسائل والأساليب التي تتوافق مع أهدافها وهي في ذلك لا تقف أو تنحاز مع أي نظام عربي أو ضده ولكنها تعنى بدعم وتطوير الديمقراطية.
تتكون موارد المؤسسة من المبالغ التي يخصصها المؤسسون؛ والهبات والمنح والإعانات والاشتراكات؛ وأي هبات ومنح وإعانات يقرر مجلس الأمناء قبولها؛ والوصايا والأوقاف وعوائد استثمارات أموال المؤسسة المنقولة وغير المنقولة.

## الهيئات السيادية
إن "الملتقى العربي للديمقراطية والإصلاح"، الذي ينعقد دوريا كل ثلاث سنوات، هو بمثابة جمعية عمومية، ينبثق عنها ترشيح مجلس أمناء المؤسسة العربية للديمقراطية.
مجلس الأمناء
أعلى هيئة تنفيذية في المؤسسة، ويتكون من عدد لا يقل عن خمسة عشر عضوا ولا يتجاوز ثلاثين عضوا. يتولى مجلس الأمناء رسم السياسة العامة للمؤسسة؛ وإقرار خطة عملها وميزانيتها، وتعيين كبار العاملين فيها، والمراجعة الدورية للبرامج والمشروعات التي تنبثق عن خطة العمل، ويجتمع مجلس الأمناء مرة واحدة على الأقل سنويا؛ وتنوب عنه بين دورات انعقاده لجنة تنفيذية من أعضاء المجلس.
تترأس الشيخة موزة بنت ناصر المسند مجلس الأمناء وينوب عنها د. سليم الحص.وشغل د. عزيز صدقي منصب نائب رئيس مجلس الأمناء حتى وفاته في 26 يناير 2008.
حاليا، يتكون مجلس الأمناء من: د. علي فخرو، د. خالد بن محمد العطية، إيما بونينو، د. سعد الدين إبراهيم، ماري روبنسون، د. حسن الإبراهيم، إعلي ولد محمد فال، د. محمد عابد الجابري، جوشوا فيشر، الصادق المهدي، د. عزمي بشارة، وأمة العليم السوسوة.

## اللجنة التنفيذية
يختار الأمناء من بينهم لجنة تنفيذية من خمسة أعضاء، برئاسة رئيس المجلس أو نائبه أو من يختارهم أعضاء اللجنة أنفسهم. ويكون الأمين العام للمؤسسة من أعضائها؛ ويكون لها اختصاصات مجلس الأمناء، وتكون مسئولة أمامه مباشرة؛ وتجتمع أربع مرات سنويا على الأقل بدعوة من رئيسها أو نائبه. وتقوم اللجنة بمتابعة عمل الأمانة العامة والمؤسسة، وتقدم عنها تقارير دورية للأمناء. ولها في سبيل تأدية عملها أن تشكل لجانا أخرى مختصة، دائمة أو مؤقتة.
يرأس د. علي فخرو اللجنة التنفيذية التي تتكون من: د. خالد بن محمد العطية، د. حسن الإبراهيم، ود. سعد الدين إبراهيم بالإضافة إلى أمين عام المؤسسة.
الأمانة العامة
الجهاز التنفيذي للمؤسسة، ويرأسه أمين عام متفرغ، بقرار من مجلس الأمناء، وهو الذي يتولى إدارة هذا الجهاز والإشراف عليه. تشمل الأمانة العامة إدارات للبرامج والبحوث، وللشئون المالية والإدارية، وللعلاقات العامة والإعلام.
حاليا، السيد محسن مرزوق هو أمين عام المؤسسة العربية للديمقراطية وقد كان د. علي صميخ المري أول من شغل هذا المنصب (مايو 2007-مارس 2008).

## مواضيع ذات صلة
- الديمقراطية في الشرق الأوسط

## وصلات خارجية
- الموقع الرسمي للمؤسسة العربية للديمقراطية
- الملتقى الثاني للديمقراطية والإصلاح السياسي في الوطن العربي